# Alice Bier Zandén
Alice Esther Bier Zandén (født 26. september 1995) er en dansk-svensk skuespillerinde. Hun er uddannet fra Den Danske Scenekunstskole.

## Privatliv
Alice Bier Zandén er datter af filminstruktøren Susanne Bier og skuespilleren Philip Zandén. Hendes tante er skuespillerinden Jessica Zandén.

## Filmografi
- Natportieren (tv-serie, 2016)
- Alice is a Nice Girl (kortfilm, 2017)
- 26 (kortfilm, 2018)
- Before Bloom (kortfilm, 2019)
- Nattens smil (dokumentar, 2020)
- Retfærdighedens ryttere (2020, ukrediteret)
- Ehrengard: Forførelsens kunst (2023)
- En af os ryster (2024)
- Generationer (2025)